# St. Louis Rams 2015
La stagione 2015 dei St. Louis Rams è stata la 78ª della franchigia nella National Football League, la 21ª ed ultima a St. Louis e la quarta con Jeff Fisher come capo-allenatore.
Dopo che i Rams conclusero ultimi per affluenza di pubblico nel 2015, un tribunale diedo loro il permesso di annullare il contratto che li legava all'Edward Jones Dome. Il proprietario Stan Kroenke fece così richiesta formale per trasferire la franchigia ad Inglewood, California, dove la squadra giocherà in attesa della costruzione del Los Angeles Entertainment Center. Il 12 gennaio 2016 è stato approvato il ritorno del club a Los Angeles a partire dalla stagione successiva.

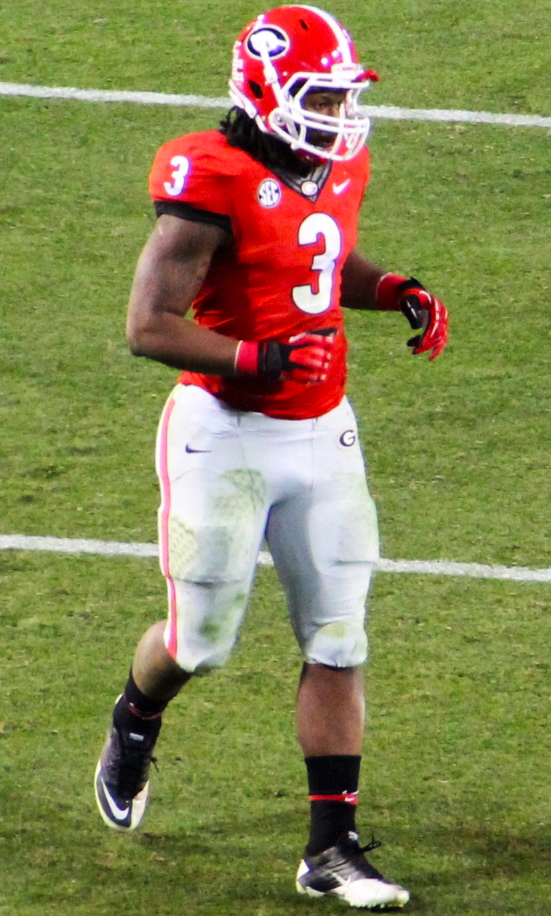
Todd Gurley fu la scelta del primo giro dei Rams nel 2015

## Scelte nel Draft 2015
| Scelte dei Rams nel Draft 2015 |        |                |       |              |
| Giro                           | Scelta | Giocatore      | Ruolo | College      |
| 1                              | 10     | Todd Gurley    | RB    | Georgia      |
| 2                              | 57     | Rob Havenstein | OT    | Wisconsin    |
| 3                              | 72     | Jamon Brown    | OT    | Louisville   |
| 3                              | 89     | Sean Mannion   | QB    | Oregon State |
| 4                              | 119    | Andrew Donnal  | OT    | Iowa         |
| 6                              | 201    | Bud Sasser     | WR    | Missouri     |
| 6                              | 215    | Cody Wichmann  | OG    | Fresno       |
| 7                              | 224    | Bryce Hager    | ILB   | Baylor       |
| 7                              | 227    | Martin Ifedi   | DE    | Memphis      |

## Staff
| Staff dei St. Louis Rams nel 2015 |
| --- |
| Organi dirigenziali - Proprietario/Chairman: Stan Kroenke - Proprietario/Vice-Chairman: Chip Rosenbloom - Proprietario/CCO: Lucia Rodriguez - Vice presidente esecutivo delle operazioni/COO: Kevin Demoff - General Manager: Les Snead Capo allenatore - Jeff Fisher Altri allenatori - Assistente capo allenatore: Dave McGinnis - Qualità e controllo dell'attacco: Andy Sugarman - Coordinatore dello sviluppo della forza e della condizione: Rock Gullickson - Assistente dello sviluppo della forza e della condizione: Adam Bailey Allenatori dell'attacco - Coordinatore dell'attacco: Brian Schottenheimer - Quarterback: Frank Cignetti - Running Back: Ben Sirmans - Wide Receiver: Ray Sherman - Tight End: Rob Boras - Offensive Line: Paul T. Boudreau - Assistente Offensive Line: Andy Dickerson Allenatori della difesa - Coordinatore della difesa: Tim Walton - Defensive Line: Mike Waufle - Assistente Defensive Line: Clyde Simmons - Linebacker: Frank Bush - Assistente Linebacker: Joe Bowden - Secondary: Chuck Cecil - Assistente Secondary: Brandon Fisher Allenatori dello special team - Coordinatore dello Special Team: John Fassel - Assistente dello Special Team: Paul F. Boudreau |

## Roster
| Roster dei St. Louis Rams nel 2015 |
| --- |
| Quarterback - 5 Nick Foles - 17 Case Keenum - 14 Sean Mannion Running Back - 36 Benny Cunningham - 30 Todd Gurley - 46 Cory Harkey FB - 27 Tre Mason - 34 Chase Reynolds Wide Receiver - 11 Tavon Austin - 18 Kenny Britt - 15 Bradley Marquez - 83 Brian Quick - 19 Wes Welker Tight End - 89 Jared Cook - 48 Justice Cunningham - 88 Lance Kendricks Offensive Linemen - 61 Tim Barnes C - 77 Isaiah Battle T - 64 Andrew Donnal T - 67 Brian Folkerts C - 79 Rob Havenstein T - 60 Eric Kush C - 71 Garrett Reynolds T - 65 Demetrius Rhaney C - 73 Greg Robinson T - 69 Cody Wichmann G Defensive Linemen - 90 Michael Brockers DT - 99 Aaron Donald DT - 98 Nick Fairley DT - 95 William Hayes DE - 91 Chris Long DE - 63 Matt Longacre DE - 94 Robert Quinn DE - 97 Eugene Sims DE - 93 Ethan Westbrooks DT Linebacker - 56 Akeem Ayers OLB - 26 Mark Barron OLB - 53 Daren Bates MLB - 54 Bryce Hager MLB - 55 James Laurinaitis MLB - 50 Cameron Lynch OLB Defensive Back - 31 Maurice Alexander SS - 37 Christian Bryant S - 38 Cody Davis FS - 21 Janoris Jenkins CB - 22 Trumaine Johnsonk CB - 20 Lamarcus Joyner CB - 25 T.J. McDonald SS - 23 Rodney McLeod FS - 47 Marcus Roberson CB Special Team - 6 Johnny Hekker P - 44 Jacob McQuaide LS - 4 Greg Zuerlein K Lista delle riserve - 12 Stedman Bailey WR (Sospeso) - 68 Jamon Brown G (IR) - 2 Isiah Ferguson WR (IR) - 33 E.J. Gaines CB (IR) - 52 Alec Ogletree OLB (IR-DRF) - 76 Rodger Saffold G (IR) - 42 Trey Watts RB (Sospeso) - 63 Darrell Williams T (IR) Squadra di allenamento - 66 David Arkin G - 39 Malcolm Brown RB - 57 Zack Hodges OLB - 45 Zach Laskey FB - 24 Eric Patterson CB - 81 Nick Toon WR - 62 Louis Trinca-Pasat DT - 51 Matt Wells LB - 35 Melvin White CB - 92 Doug Worthington DT 53 attivi, 8 inattivi, 10 nella squadra di allenamento |
| Legenda - I rookie sono in corsivo. - Il primo ruolo è il principale mentre gli eventuali successivi indicano i ruoli secondari. - (IR) sta per Injured Reserve ed indica la lista ristretta per un solo giocatore infortunato che può tornare ad allenarsi dopo la settimana 6 e a rientrare in prima squadra dopo che questa ha giocato 8 partite. - (NF-Inj.) / (NF-Ill.) stanno rispettivamente per Non-Football Injured e Non-Football Illness ed indicano le liste dove viene inserito un giocatore che ha un infortunio o una malattia non dipendente dal football americano. - (PUP) sta per Physically Unable to Perform ed indica la lista dove viene inserito un giocatore mentre è in attesa di recuperare la condizione fisica. Nella stagione regolare dopo la sesta partita giocata dalla propria squadra, il giocatore ha tempo tre settimane per riprendere ad allenarsi, più tre settimane aggiuntive dal suo rientro agli allenamenti per rientrare in prima squadra. |

## Calendario
| Turno | Data               | Avversario             | Risultato          | Record             | Stadio                        | NFL.com recap      |
| ----- | ------------------ | ---------------------- | ------------------ | ------------------ | ----------------------------- | ------------------ |
| 1     | 13/9               | Seattle Seahawks       | V 34–31 (DTS)      | 1–0                | Edward Jones Dome             | Recap              |
| 2     | 20/9               | at Washington Redskins | S 10–24            | 1–1                | FedEx Field                   | Recap              |
| 3     | 27/9               | Pittsburgh Steelers    | S 6–12             | 1–2                | Edward Jones Dome             | Recap              |
| 4     | 4/10               | at Arizona Cardinals   | V 24–22            | 2–2                | University of Phoenix Stadium | Recap              |
| 5     | 11/10              | at Green Bay Packers   | S 10–24            | 2–3                | Lambeau Field                 | Recap              |
| 6     | Settimana di pausa | Settimana di pausa     | Settimana di pausa | Settimana di pausa | Settimana di pausa            | Settimana di pausa |
| 7     | 25/10              | Cleveland Browns       | V 24–6             | 3–3                | Edward Jones Dome             | Recap              |
| 8     | 1/11               | San Francisco 49ers    | V 27–6             | 4–3                | Edward Jones Dome             | Recap              |
| 9     | 8/11               | at Minnesota Vikings   | S 18–21 (DTS)      | 4–4                | TCF Bank Stadium              | Recap              |
| 10    | 15/11              | Chicago Bears          | S 13–37            | 4–5                | Edward Jones Dome             | Recap              |
| 11    | 22/11              | at Baltimore Ravens    | S 13–16            | 4–6                | M&T Bank Stadium              | Recap              |
| 12    | 29/11              | at Cincinnati Bengals  | S 7–31             | 4–7                | Paul Brown Stadium            | Recap              |
| 13    | 6/12               | Arizona Cardinals      | S 3–27             | 4–8                | Edward Jones Dome             | Recap              |
| 14    | 13/12              | Detroit Lions          | V 21–14            | 5–8                | Edward Jones Dome             | Recap              |
| 15    | 17/11              | Tampa Bay Buccaneers   | V 31–23            | 6–8                | Edward Jones Dome             | Recap              |
| 15    | 17/12              | Tampa Bay Buccaneers   | V 31–23            | 6–8                | Edward Jones Dome             | Recap              |
| 16    | 27/12              | at Seattle Seahawks    | V 23–17            | 7–8                | CenturyLink Field             | Recap              |
| 17    | 3/1                | at San Francisco 49ers | S 16–19 (DTS)      | 7–9                | Levi's Stadium                | Recap              |

Note

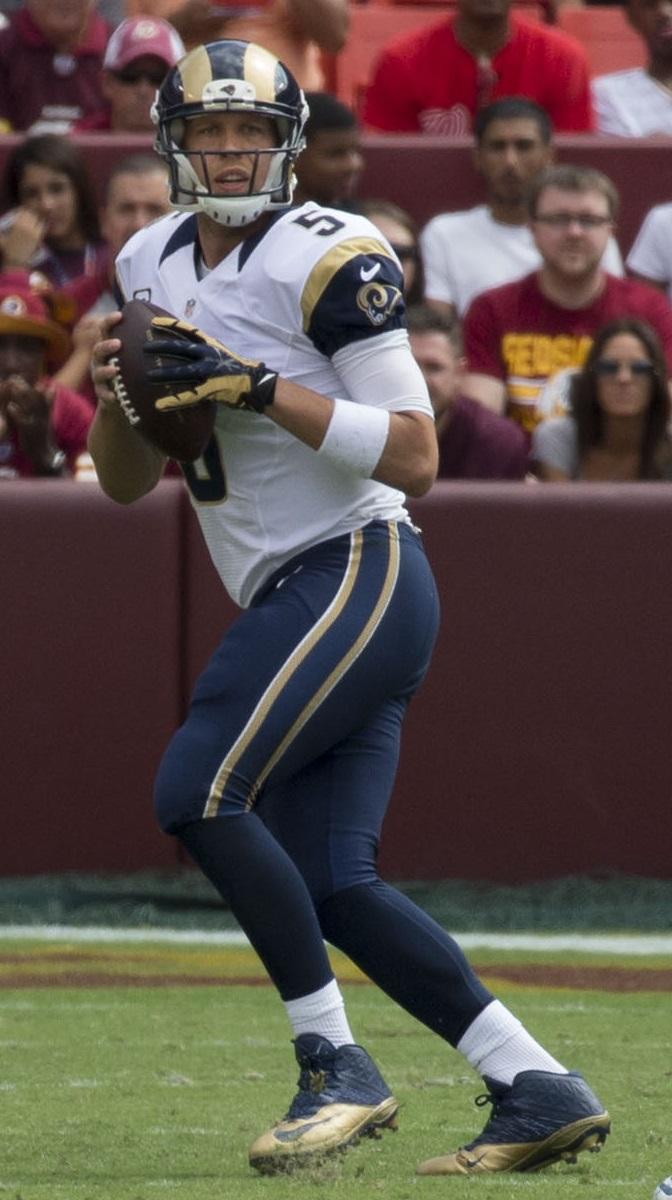
Nick Foles nella gara del secondo turno contro i Redskins

- Gli avversari della propria division sono in grassetto.

## Classifiche

### Division
| NFC West              | NFC West | NFC West | NFC West | NFC West | NFC West | NFC West | NFC West | NFC West | NFC West |
|                       | V        | S        | S        | %        | DIV      | CONF     | PF       | PS       | Str.     |
| --------------------- | -------- | -------- | -------- | -------- | -------- | -------- | -------- | -------- | -------- |
| (2) Arizona Cardinals | 13       | 3        | 0        | .813     | 4–2      | 10–2     | 489      | 313      | S1       |
| (6) Seattle Seahawks  | 10       | 6        | 0        | .625     | 3–3      | 7–5      | 423      | 277      | V1       |
| St. Louis Rams        | 7        | 9        | 0        | .438     | 4–2      | 6–6      | 280      | 330      | S1       |
| San Francisco 49ers   | 5        | 11       | 0        | .313     | 1–5      | 4–8      | 238      | 387      | V1       |

## Premi
- Todd Gurley:

rookie offensivo dell'anno